# Бабченко, Аркадий Аркадьевич
Арка́дий Арка́дьевич Ба́бченко (род. 18 марта 1977, Москва) — российский оппозиционный журналист, писатель, военный корреспондент.
Участвовал в составе Вооружённых сил РФ в двух Чеченских войнах: в первой — как солдат срочной службы, во второй — по контракту (уволился в звании старшины запаса).
В 2017 году эмигрировал из России. Пребывал на Украине с 2017 по 2019 год, и в 2018 году принял участие в спецоперации по инсценировке собственного убийства.

## Биография
«Я, когда защитил диплом, пришёл домой, включил телевизор, смотрю – началась вторая чеченская. Я ни секунды не думал, пошёл в военкомат и тут же подписал контракт. Ехал я не в Чечню как таковую, ехал на войну. Если бы она началась в Красноярске, я бы поехал в Красноярск, если бы в Москве – в Москву, если бы она началась тогда на Донбассе, я бы сейчас как дебил с автоматом бегал бы на Донбассе, кричал бы про «русский мир», про «Новороссию». Но она началась тогда в Чечне, и я поехал в Чечню».
Родился 18 марта 1977 года в Москве. Отец — Аркадий Лаврентьевич Бабченко, инженер-конструктор, работал в Центральном конструкторском бюро тяжёлого машиностроения (ЦКБ ТМ); умер в 1996 году. Мать — Юлия Александровна Бабченко, учительница русского языка и литературы, является опекуном шести детей, взятых из детского дома. Дед — Лаврентий Фёдорович Бабченко, запорожский казак из-под Геническа, был танкистом, воевал на Халхин-Голе (1939);  умер в 1980 году. Бабушка — Елена Петровна Купцова, еврейка, работала в котельной жилого дома, умерла в 1996 году.
В 1993 году окончил школу, поступил в Современный гуманитарный университет на юридический факультет.
В 1995 году на втором курсе университета был призван на срочную службу в армию. Участвовал в Первой чеченской войне; проходил службу в Моздоке, был связистом в 429-м мотострелковом полку имени Кубанского казачества. Уволен в запас в 1997 году.
В 1999 году окончил университет с дипломом бакалавра юриспруденции по международному праву.
После начала Второй чеченской войны заключил контракт с Вооружёнными силами РФ и принимал участие в боевых действиях. Служил связистом в мотострелковых войсках, позже — командиром расчёта станкового гранатомёта. В 2000 году по истечении контракта был уволен в запас в звании старшины. Звание «Старшина запаса» использует в качестве ника в социальных сетях.

### Журналистская деятельность
В 2000 году, вернувшись со Второй чеченской войны, Бабченко отнёс свой текст о войне в редакцию «Московского комсомольца». После этого он был принят на работу в издание в качестве военного корреспондента, где проработал с мая 2000 по март 2002 года. Затем, до 2003 года, был корреспондентом программы «Забытый полк» (НТВ — ТВ-6 — ТВС), после её закрытия сотрудничал с газетами, журналами и телепередачами: «Крестьянская Россия», «Армейский магазин» («Первый канал»), «Постскриптум» (ТВ Центр) и другими.
По просьбе Андрея Хорошева написал цикл миниатюр «Десять серий о войне» для РЕН-ТВ. Был одним из редакторов документального фильма Евгения Кириченко «Чёрный октябрь Белого дома» о событиях осени 1993 года, вышедшем на НТВ осенью 2003 года. Некоторые критики относят Бабченко к числу основоположников современной российской военной прозы (наряду с Александром Карасёвым и Захаром Прилепиным).

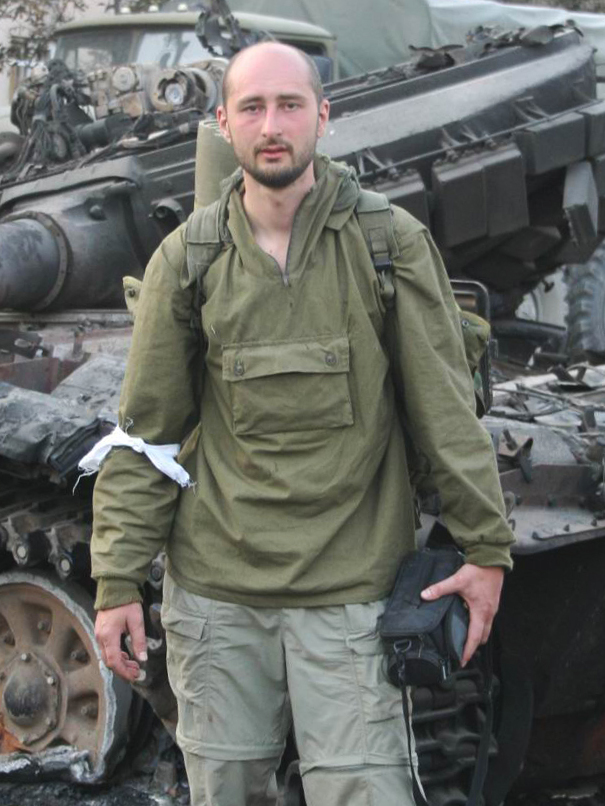
Бабченко во время войны в Грузии (2008)

Временно оставив журналистику, несколько лет проработал таксистом. С мая 2005 по октябрь 2011 года работал военным корреспондентом в «Новой газете». В 2008 году освещал пятидневную войну в Грузии с российско-осетинской стороны. По словам Бабченко, он также записался добровольцем в ополчение на стороне России и Южной Осетии, где ему выдали форму и белую повязку. По словам журналиста, во время войны в Грузии его мировоззрением было: «Да, чёрт возьми, моя страна не права, моя армия не права, но это моя страна и моя армия»; впоследствии в 2017 году Бабченко выразил сожаление по этому поводу.
В 2010 году участвовал в издании альманаха «Искусство войны». По словам Бабченко, когда в 2011 году начались протесты в России, он стал «совершенно оппозиционным человеком, абсолютно перешёл в либеральный лагерь». Был кандидатом на выборах в Координационный совет российской оппозиции, принимал участие в «Форуме свободной России». В марте 2012 года против Бабченко было возбуждено уголовное дело по статье 212 Уголовного кодекса РФ (призывы к массовым беспорядкам) в связи с публикацией поста о возможной тактике митингующих «за честные выборы».
В июне 2013 года Бабченко в качестве частного лица ездил в Турцию, где вспыхнули массовые протесты. В Стамбуле за несанкционированную съёмку его избили полицейские, Бабченко был выслан из страны. С октября 2013 по август 2018 года вёл блог на сайте «Сноб».
Зимой 2013—2014 годов находился в Киеве, принимал участие в акциях протеста и освещал их со стороны протестующих. Весной 2014 года находился на Донбассе, поддерживал Украину в войне на Донбассе и освещал боевые действия со стороны украинских военных. 29 мая 2014 года Бабченко избежал гибели, когда украинский генерал Сергей Кульчицкий не взял его в перегруженный вертолёт «Ми-8», направляющийся на гору Карачун. Через два часа вертолёт был сбит около Славянска, никто не выжил. После событий Бабченко всё же добрался до горы Карачун, но его как российского журналиста избили и пытались расстрелять украинские десантники, заподозрив в шпионаже.
В декабре 2016 года резонанс вызвало высказывание Бабченко о катастрофе Ту-154 над Чёрным морем: журналист заявил о своём безразличии к судьбе жертв — артистов, летевших в Сирию для выступления перед российскими военными. После этого его подвергли критике депутат Виталий Милонов и сенатор Франц Клинцевич, которые призывали лишить Бабченко гражданства и возбудить против него уголовное дело.
22 февраля 2017 года Бабченко сообщил, что у него появилась информация, что на него может быть заведено уголовное дело в России, из-за чего он решил временно покинуть страну и переехал в Прагу. В августе 2017 года Бабченко переехал в Киев. С октября 2017 по сентябрь 2019 года вёл программу «Prime: Бабченко» на крымскотатарском телеканале ATR.

### Участие в инсценировке собственного убийства

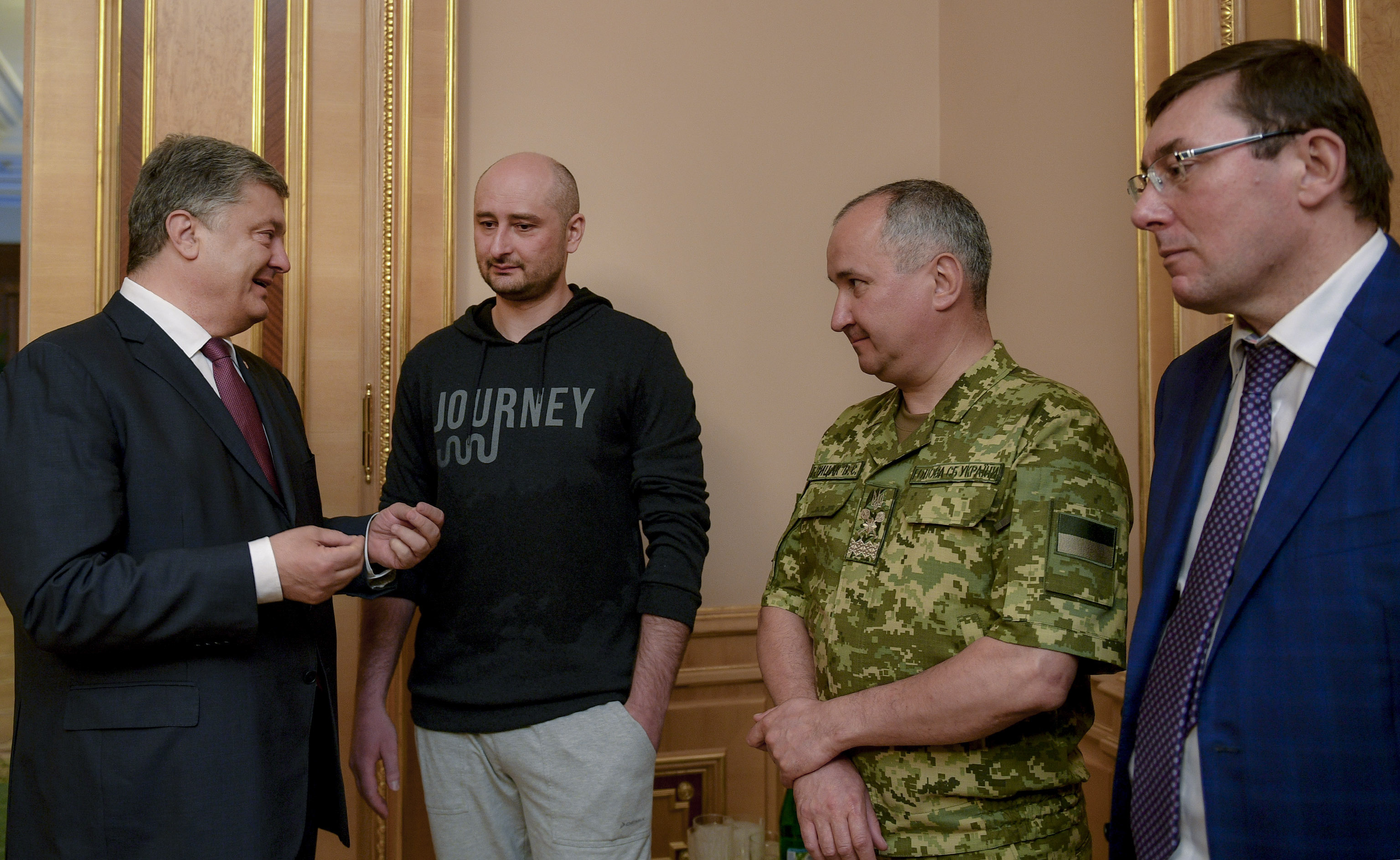
Бабченко на встрече с президентом Украины Петром Порошенко 30 мая 2018 года после спецоперации СБУ по инсценировке его (Бабченко) убийства. Справа на фото — Василий Грицак и Юрий Луценко

29 мая 2018 года СМИ сообщили об убийстве Аркадия Бабченко. По сообщениям, неизвестный выстрелил Бабченко в спину несколько раз, в то время, когда он входил в свою съёмную квартиру в Киеве, а жена Бабченко в это время находилась в ванной. Сам журналист якобы умер в машине скорой помощи. 30 мая глава СБУ Василий Грицак объявил, что, зная о готовящемся покушении, СБУ инсценировала убийство Бабченко с целью поимки организатора преступления, и что Бабченко жив.
Чтобы разыграть максимально реалистичное убийство, в операции по инсценировке привлекался гримёр, а в качестве крови использовалась свиная кровь. Операция с инсценировкой убийства Бабченко вызвала в значительной степени негативную реакцию в мировых СМИ и ряде международных организаций.

### Дальнейшая судьба
После инсценировки убийства Бабченко был переведён в засекреченное место и к нему была приставлена охрана. Он признался, что «моя жизнь сломана, сижу в бункере»:
Мне сейчас нельзя ничего. Я не могу выйти на улицу, я не могу встретиться с кем хочу, я не могу поехать куда хочу, я не могу делать, что захочу. Я не могу не то, что пойти в кафе посидеть с друзьями — я не могу даже выйти в магазин. Еду мне привозят. Каждый выход в город — это спецоперация. Каждая встреча — где-то в закрытом помещении, оговоренном заранее, лучше в охраняемом месте. План пребывания в этом месте разрабатывается заранее. Встречи возможны только с небольшим количеством людей.
В 2018 году Бабченко запросил у украинской журналистки Алеси Бацман 50 тысяч долларов за интервью с ним после спецоперации; данное условие Бабченко вызвало в целом негативную реакцию со стороны других журналистов и пользователей. Сам Бабченко заявил, что телеканал «Россия-1» уже дал согласие дать ему деньги за интервью, и сравнил спецоперацию со своим участием с высадкой немецкого пилота-любителя на Москворецком мосту.
С 27 августа 2018 по 6 мая 2019 года вместе с Юрием Мацарским вёл программу «Дело двух» на украинском Радио НВ. 10 октября 2018 года выступил на сессии Совета Европы. В декабре 2018 года журнал «Time» объявил «человеком года—2018» журналистов, гонимых за свои взгляды и поиск правды, назвав их «стражей» (англ. The Guardians). Среди них был упомянут и Аркадий Бабченко.
Во время президентских выборов на Украине (2019) выступал за на тот момент действующего президента Петра Порошенко. Отзывался негативно о победившем на выборах Владимире Зеленском и членах его команды, которых называл «совершенно безумными» и «совершенно непонятными». После выборов нового президента решил покинуть Украину; при этом заявлял, что в Россию больше никогда не вернётся, поскольку со страной его больше ничего не связывает.
В ноябре 2019 года Бабченко переехал из Киева в Израиль. В декабре 2019 года Бабченко написал, что оказался под угрозой депортации из Израиля, остался без работы и без денег, и попросил подписчиков о финансовой помощи. Журналист также обращался с просьбой о пожертвованиях в других своих публикациях, его фраза «А вот мой Яндекс-кошелёк» получила распространение.
7 апреля 2023 года Минюст России внёс Бабченко в список физических лиц — «иностранных агентов».
Проживает в Эстонии. 30 июля 2023 года Бабченко забросал яйцами Посольство РФ в Эстонии, за что получил штраф.

## Личная жизнь
Жена — Ольга, поженились в 2004 году. В 2006 году у них родилась дочь Екатерина.

## Премии
Лауреат журналистских и литературных премий:
- премия Союза журналистов России «За мужество и профессионализм»[24].
- премия «Дебют» «За мужество в литературе»[77].
- премии журнала «Новый мир» (дважды)[78].
- премия English PEN-Club.
- премия Frontline club за фоторепортаж о войне в Грузии[79].
- премия Артёма Боровика за очерки «Война и мир по принуждению»[80].
- премия шведского PEN-Club[81].